# Río Tarma
Der Río Tarma ist der etwa 88 km lange linke Quellfluss des Río Chanchamayo in Zentral-Peru, in den Provinzen Tarma und Chanchamayo der Verwaltungsregion Junín.

## Flusslauf
Der Río Tarma entspringt im Andenhochland der Provinz Tarma auf einer Höhe von 4400 m, 19 km südöstlich der Stadt Tarma. Er fließt anfangs in überwiegend nördlicher Richtung, später in östlicher Richtung nach Tarma. Dabei trägt er abschnittsweise die Bezeichnungen Quebrada Achalay, Quebrada Chuyoli, Quebrada Durasnioj und Quebrada Mullucro. Bei Flusskilometer 60 passiert der Fluss das Stadtzentrum von Tarma. Im Stadtgebiet von Tarma ist der Fluss kanalisiert. Der Río Tarma fließt anschließend in überwiegend nordöstlicher Richtung und durchschneidet dabei die peruanische Zentralkordillere. Er passiert die Kleinstadt Acobamba und die Gemeinde Palca. Er nimmt die Nebenflüsse Río Palcamayo (von links) und Río Ricran (von rechts) auf. Im Anschluss befindet sich eine Kaskade von Wasserkraftwerken entlang dem Flusslauf, so dass dieser auf diesem Abschnitt sehr wenig Wasser führt. Bei Flusskilometer 29 mündet der Río Huasahuasi von links in den Fluss. Drei Kilometer oberhalb der Mündung trifft der Río Oxabamba von links auf den Río Tarma. Dieser erreicht schließlich die Stadt San Ramón, wo er sich mit dem Río Tulumayo zum Río Chanchamayo vereinigt. 

## Einzugsgebiet
Das Einzugsgebiet des Río Tarma umfasst eine Fläche von etwa 3670 km². Es grenzt im Westen an das Einzugsgebiet des oberen Río Mantaro und dessen Quellgebietes (Junín-See).

## Wasserkraftwerke
Am Río Tarma liegen die Wasserkraftwerke Carpapata I (5,6 MW), Carpapata II (5,9 MW), Carpapata III (12,8 MW), Yanango (43 MW) und La Vírgen (84 MW). Am Nebenfluss Río Huasahuasi liegen außerdem noch die Wasserkraftwerke Huasahuasi I (9,9 MW) und Huasahuasi II (10 MW).